# Geoff Williamson
Geoff Williamson, né le 10 juillet 1923 à Sydney et mort le 17 septembre 2009, est un rameur d'aviron australien. 

## Carrière
Geoff Williamson a participé aux Jeux olympiques de 1952 à Helsinki. Il a remporté la médaille de bronze  avec le huit australien composé de Ernest Chapman, Nimrod Greenwood, Mervyn Finlay, Edward Pain, Phil Cayser, Tom Chessell, David Anderson et Bob Tinning.